# جان باتيست مارتن
جان باتيست مارتن (بالفرنسية: Jean-Baptiste Martin )‏ (و. 1976 – م) هو ممثل، من فرنسا.

## وصلات خارجية
- جان باتيست مارتن على موقع IMDb (الإنجليزية)
- جان باتيست مارتن على موقع ألو سيني (الفرنسية)